# Trofeo Alcudia-Puerto de Alcudia 2022
La 24.ª edición de la clásica ciclista Trofeo Alcudia-Puerto de Alcudia (en catalán Trofeu Alcúdia-Port d'Alcúdia) fue una carrera en España que se celebró el 27 de enero de 2022 sobre un recorrido de 173,2 kilómetros en la isla balear de Mallorca. La carrera formó parte del segundo trofeo de la Challenge Ciclista a Mallorca 2022.
La carrera formó parte del UCI Europe Tour 2022, calendario ciclístico de los Circuitos Continentales UCI, dentro de la categoría 1.1 y fue ganada por el eritreo Biniam Girmay del Intermarché-Wanty-Gobert Matériaux. Completaron el podio, como segundo y tercer clasificado respectivamente, el sudafricano Ryan Gibbons del UAE Emirates y el italiano Giacomo Nizzolo del Israel-Premier Tech.

## Equipos participantes
Tomaron parte en la carrera 25 equipos: 10 de categoría UCI WorldTeam, 9 de categoría UCI ProTeam y 6 de categoría Continental. Formaron así un pelotón de 171 ciclistas de los que acabaron 139. Los equipos participantes fueron:
| WorldTeams (10)- Movistar Team - UAE Team Emirates - Bora-Hansgrohe - AG2R Citroën Team - Israel-Premier Tech - Lotto-Soudal - BikeExchange-Jayco - Cofidis - Intermarché-Wanty-Gobert Matériaux - Trek-Segafredo ProTeams (9)- Caja Rural-Seguros RGA - Euskaltel-Euskadi - Equipo Kern Pharma - Eolo-Kometa - Bardiani-CSF-Faizanè - Arkéa-Samsic - Burgos-BH - Sport Vlaanderen-Baloise - Drone Hopper-Androni Giocattoli Equipos continentales (6)- BEAT Cycling - Minerva Cycling Team - Java Kiwi Atlántico - Electro Hiper Europa-Caldas - Manuela Fundación Continental - Work Service-Vitalcare-Dynatek |
| |

## Clasificación final
- La clasificación finalizó de la siguiente forma:[3]

| \| Clasificación general \| Clasificación general \| Clasificación general \| Clasificación general \| Clasificación general \| \| Ciclista \| Ciclista \| Equipo \| Tiempo \| \| \| --------------------- \| --------------------- \| ---------------------------------- \| --------------------- \| --------------------- \| \| 1.º \| Biniam Girmay \| Intermarché-Wanty-Gobert Matériaux \| 3 h 50 min 48 s \| \| \| 2.º \| Ryan Gibbons \| UAE Team Emirates \| + 0 s \| \| \| 3.º \| Giacomo Nizzolo \| Israel-Premier Tech \| + 0 s \| \| \| 4.º \| Iván García Cortina \| Movistar Team \| + 0 s \| \| \| 5.º \| Matis Louvel \| Arkéa-Samsic \| + 0 s \| \| \| 6.º \| Michael Matthews \| BikeExchange-Jayco \| + 0 s \| \| \| 7.º \| Piet Allegaert \| Cofidis \| + 0 s \| \| \| 8.º \| Pascal Ackermann \| UAE Team Emirates \| + 0 s \| \| \| 9.º \| Jesús Ezquerra \| Burgos-BH \| + 0 s \| \| \| 10.º \| Lawrence Naesen \| AG2R Citroën Team \| + 0 s \| \| |                     |                                    |                 |
| |                     |                                    |                 |
| Fuente: ProCyclingStats |                     |                                    |                 |
| Clasificación general |                     |                                    |                 |
| Ciclista | Ciclista            | Equipo                             | Tiempo          |
| 1.º | Biniam Girmay       | Intermarché-Wanty-Gobert Matériaux | 3 h 50 min 48 s |
| 2.º | Ryan Gibbons        | UAE Team Emirates                  | + 0 s           |
| 3.º | Giacomo Nizzolo     | Israel-Premier Tech                | + 0 s           |
| 4.º | Iván García Cortina | Movistar Team                      | + 0 s           |
| 5.º | Matis Louvel        | Arkéa-Samsic                       | + 0 s           |
| 6.º | Michael Matthews    | BikeExchange-Jayco                 | + 0 s           |
| 7.º | Piet Allegaert      | Cofidis                            | + 0 s           |
| 8.º | Pascal Ackermann    | UAE Team Emirates                  | + 0 s           |
| 9.º | Jesús Ezquerra      | Burgos-BH                          | + 0 s           |
| 10.º | Lawrence Naesen     | AG2R Citroën Team                  | + 0 s           |

## UCI World Ranking
El Trofeo Alcudia-Puerto de Alcudia otorgó puntos para el UCI World Ranking para corredores de los equipos en las categorías UCI WorldTeam, UCI ProTeam y Continental. Las siguientes tablas son el baremo de puntuación y los diez corredores que obtuvieron más puntos:
| Posición   | 1.º | 2.º | 3.º | 4.º | 5.º | 6.º | 7.º | 8.º | 9.º | 10.º | 11.º | 12.º | 13.º-15.º | 16.º-25.º |
| Puntuación | 125 | 85  | 70  | 60  | 50  | 40  | 35  | 30  | 25  | 20   | 15   | 10   | 5         | 3         |

| Clasificación |                     |                                    |        |
| Posición      | Ciclista            | Equipo                             | Puntos |
| ------------- | ------------------- | ---------------------------------- | ------ |
| 1.º           | Biniam Girmay       | Intermarché-Wanty-Gobert Matériaux | 125    |
| 2.º           | Ryan Gibbons        | UAE Emirates                       | 85     |
| 3.º           | Giacomo Nizzolo     | Israel-Premier Tech                | 70     |
| 4.º           | Iván García Cortina | Movistar                           | 60     |
| 5.º           | Matis Louvel        | Arkéa Samsic                       | 50     |
| 6.º           | Michael Matthews    | BikeExchange-Jayco                 | 40     |
| 7.º           | Piet Allegaert      | Cofidis                            | 35     |
| 8.º           | Pascal Ackermann    | UAE Emirates                       | 30     |
| 9.º           | Jesús Ezquerra      | Burgos-BH                          | 25     |
| 10.º          | Lawrence Naesen     | AG2R Citroën                       | 20     |